# ECEL1
A enzima conversora de endotelina semelhante a 1 é uma proteína que em humanos é codificada pelo gene ECEL1.
Este gene codifica um membro da família relacionada à endopeptidase neutra (NEP). É expresso especificamente no sistema nervoso. A interrupção do gene em células-tronco embrionárias de camundongo resulta em letalidade neonatal devido à insuficiência respiratória logo após o nascimento. Com base na expressão específica desse gene e no fenótipo da deficiência gênica em embriões de camundongo, sugere-se que a proteína codificada por esse gene desempenhe um papel crítico na regulação nervosa do sistema respiratório.